# Бентіу
Бентіу (англ. Bentiu) — місто у Південному Судані, адміністративний центр штату Ель-Вахда.

## Клімат
Місто знаходиться у зоні, котра характеризується кліматом помірних степів та напівпустель. Найтепліший місяць — квітень із середньою температурою 31.9 °C (89.4 °F). Найхолодніший місяць — серпень, із середньою температурою 26.8 °С (80.2 °F).
| Клімат Бентіу           | Клімат Бентіу | Клімат Бентіу | Клімат Бентіу | Клімат Бентіу | Клімат Бентіу | Клімат Бентіу | Клімат Бентіу | Клімат Бентіу | Клімат Бентіу | Клімат Бентіу | Клімат Бентіу | Клімат Бентіу | Клімат Бентіу |
| Показник                | Січ.          | Лют.          | Бер.          | Квіт.         | Трав.         | Черв.         | Лип.          | Серп.         | Вер.          | Жовт.         | Лист.         | Груд.         | Рік           |
| Середній максимум, °C   | 35            | 37            | 38,8          | 38,9          | 36,2          | 33,5          | 31,2          | 31,2          | 32,3          | 34,1          | 35,7          | 35,3          | 34,9          |
| Середня температура, °C | 27,1          | 29            | 31,4          | 31,9          | 30,7          | 28,3          | 27,1          | 26,8          | 27,4          | 28,3          | 28,2          | 27,3          | 28,6          |
| Середній мінімум, °C    | 18,2          | 20,3          | 22,9          | 24,2          | 23,4          | 21,9          | 21,4          | 21,3          | 21,2          | 21,1          | 19,7          | 18,4          | 21,2          |
| Норма опадів, мм        | 0.3           | 0.4           | 4.7           | 18.5          | 77.9          | 130.2         | 151.8         | 191.2         | 150.5         | 78.8          | 1.6           | 0             | 805.9         |
| Днів з опадами          | 0             | 0             | 1,2           | 3             | 7,8           | 10,4          | 13,7          | 14,9          | 13,4          | 7,6           | 0,5           | 0             | 72,5          |
| Вологість повітря, %    | 26.9          | 22.9          | 27.4          | 37.7          | 55.5          | 66.8          | 75.8          | 77.9          | 76            | 66.9          | 43.3          | 32.2          | 50.8          |
| ----------------------- | ------------- | ------------- | ------------- | ------------- | ------------- | ------------- | ------------- | ------------- | ------------- | ------------- | ------------- | ------------- | ------------- |
| Джерело: Weatherbase    |               |               |               |               |               |               |               |               |               |               |               |               |               |